# Maskelyne (cráter)

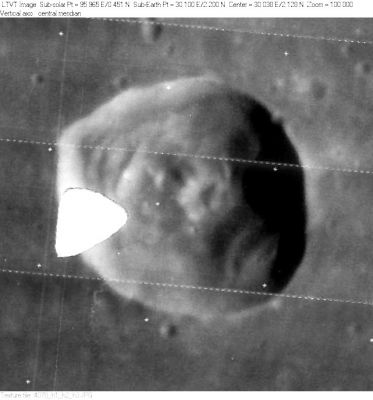
Fotografía de la misión Lunar Orbiter 4

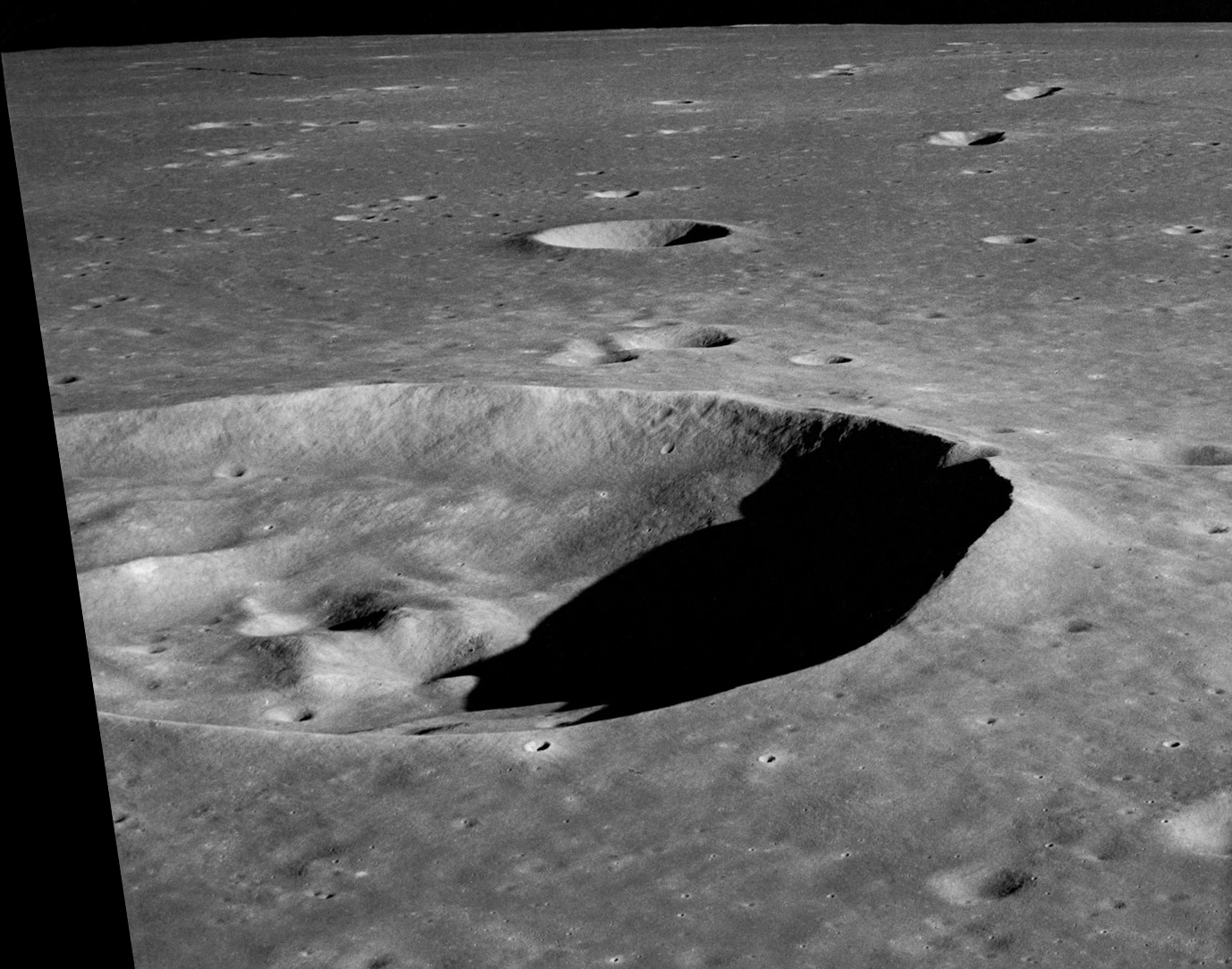
Fotografía de la misión Apolo 10

Maskelyne es un solitario cráter de impacto lunar que se encuentra en la parte sureste del Mare Tranquillitatis. El borde exterior tiene una forma ligeramente poligonal, aunque por lo general es circular. Las paredes interiores aparecen aterrazadas, y presenta una reducida elevación central en el punto medio del suelo.
|  |

El lugar de alunizaje de la expedición del Apolo 11 se encuentra a unos 250 kilómetros al oeste-suroeste. Al noreste se localizan los cráteres Wallach y Aryabhata. Al sureste se halla el brillante cráter Censorinus, y al  sur aparecen las montañas lunares informalmente conocidas como Duke Island y Boot Hill.

## Cráteres satélite

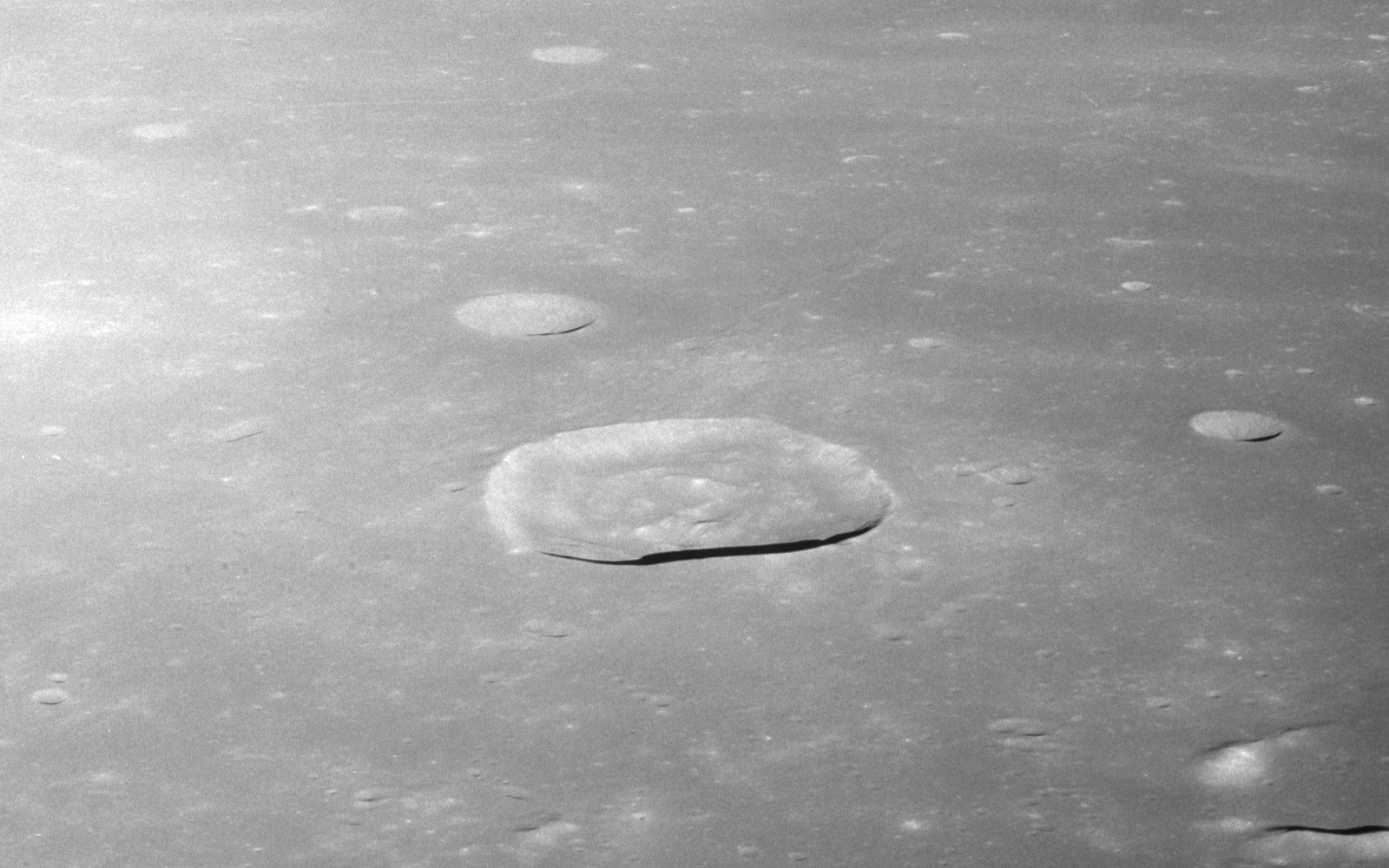
Fotografía de la misión Apolo 11

Por convención estos elementos son identificados en los mapas lunares poniendo la letra en el lado del punto medio del cráter que está más cercano a Maskelyne.
| - Imagen de la misión Lunar Orbiter 4 de Maskelyne F - Vista oblicua de Maskelyne F desde el Apolo 10 | \| Maskelyne \| Coordenadas \| Diámetro \| \| --------- \| --------------------------- \| -------- \| \| A \| 0°06′N 34°00′E / 0.1, 34.0 \| 29 km \| \| B \| 2°00′N 28°54′E / 2.0, 28.9 \| 9 km \| \| C \| 1°06′N 32°42′E / 1.1, 32.7 \| 9 km \| \| D \| 2°30′N 32°30′E / 2.5, 32.5 \| 33 km \| \| F \| 4°12′N 35°18′E / 4.2, 35.3 \| 21 km \| \| G \| 2°24′N 26°42′E / 2.4, 26.7 \| 6 km \| \| J \| 3°12′N 32°42′E / 3.2, 32.7 \| 4 km \| \| K \| 3°18′N 29°36′E / 3.3, 29.6 \| 5 km \| \| M \| 7°48′N 27°54′E / 7.8, 27.9 \| 8 km \| \| N \| 5°24′N 30°18′E / 5.4, 30.3 \| 5 km \| \| P \| 0°30′N 34°06′E / 0.5, 34.1 \| 10 km \| \| R \| 3°00′N 31°18′E / 3.0, 31.3 \| 13 km \| \| T \| 0°00′N 36°36′E / -0.0, 36.6 \| 5 km \| \| W \| 0°54′N 29°12′E / 0.9, 29.2 \| 4 km \| \| X \| 1°18′N 27°24′E / 1.3, 27.4 \| 4 km \| \| Y \| 1°48′N 28°06′E / 1.8, 28.1 \| 4 km \| |          |
| Maskelyne                                                                                             | Coordenadas | Diámetro |
| A | 0°06′N 34°00′E / 0.1, 34.0 | 29 km    |
| B | 2°00′N 28°54′E / 2.0, 28.9 | 9 km     |
| C | 1°06′N 32°42′E / 1.1, 32.7 | 9 km     |
| D | 2°30′N 32°30′E / 2.5, 32.5 | 33 km    |
| F | 4°12′N 35°18′E / 4.2, 35.3 | 21 km    |
| G | 2°24′N 26°42′E / 2.4, 26.7 | 6 km     |
| J | 3°12′N 32°42′E / 3.2, 32.7 | 4 km     |
| K | 3°18′N 29°36′E / 3.3, 29.6 | 5 km     |
| M | 7°48′N 27°54′E / 7.8, 27.9 | 8 km     |
| N | 5°24′N 30°18′E / 5.4, 30.3 | 5 km     |
| P | 0°30′N 34°06′E / 0.5, 34.1 | 10 km    |
| R | 3°00′N 31°18′E / 3.0, 31.3 | 13 km    |
| T | 0°00′N 36°36′E / -0.0, 36.6 | 5 km     |
| W | 0°54′N 29°12′E / 0.9, 29.2 | 4 km     |
| X | 1°18′N 27°24′E / 1.3, 27.4 | 4 km     |
| Y | 1°48′N 28°06′E / 1.8, 28.1 | 4 km     |

Los siguientes cráteres han sido renombrados por el UAI.
- Maskelyne E -  Véase  Aryabhata (cráter).
- Maskelyne H -  Véase  Wallach (cráter).